# Канада, Семён
Семён Анато́льевич Дю́ков, более известный как Семён Канада (род. 27 января 1954 года, Харьков) — советский, украинский и российский певец, продюсер и композитор, волонтер.  Исполнитель знаменитой песни «Дом у дороги» на стихи Михаила Танича и музыку Руслана Горобца.

## Деятельность
Занимается музыкой с детства, работал в различных ВИА в качестве гитариста и лидер-вокалиста. Профессор академии[какой?], лауреат премии «Шансон года» и национальной российской премии «Овация». За заслуги и большой личный вклад в развитие отечественной культуры и искусства, награждён «орденом» Ломоносова. Также имеет большое количество наград[каких?], дипломов и грамот за благотворительную деятельность.
В середине 1990-х продюсировал свою дочь Ирину Дюкову, но в связи с её замужеством и последовавшими дисциплинарными разногласиями проект был временно закрыт, только в 2010-х Дюкова стала выпускать новые песни.
В 1997 году, после перерыва в творческой деятельности в качестве певца и композитора, в связи с работой художественным руководителем проекта «Провинция» и директором  Владимира Преснякова-младшего в театре Аллы Борисовны Пугачевой, решил заняться своим сольным проектом под творческим псевдонимом «Семён Канада».
Концертная программа «Родная жена» совместно с оркестром Олега Лундстрема и большой струнной группой с большим успехом прошла в Москве ГЦКЗ «Россия», Санкт-Петербурге БКЗ «Октябрьский» и многих других городах России, странах СНГ и за рубежом.
В 2017 артист презентовал в Сети композицию «Женщина-жемчужина». Автор слов Юрий Левченко, автор музыки Виталий Ковтун.

## Дискография
- 1999 — «Пьяница»
- 2002 — «Родная жена»
- 2007 — «Позови меня в гости»
- 2009 — «Без тебя»
- 2013 — «Непогашенный свет»

## Клипы
- 1999 — «От тебя я ухожу («Пьяница»)»
- 2000 — «Шарманщик»
- 2001 — «Родная жена»
- 2002 — «Танго под одеялом»
- 2002 — «Машенька, не плачь»
- 2006 — «Дом у дороги»
- 2016 — «Я ищу свою Женщину»

## Продюсерские проекты
- Ирина Дюкова (1990-е)
- Anna Green (с 2018)
- «2ОКеана» (с 2019)

## Фильмография
- 2008 — Кулагин и партнёры — камео